# 七月危機
七月危機是指自1914年6月28日奥匈帝国皇储斐迪南大公在萨拉热窝被塞爾維亞民族份子加夫里洛·普林齐普刺杀身亡后，觸發的一系列最终引起戰爭的列强间外交与军事危機。由于一战前欧洲存在复杂的国际关系，加上许多领导人错误估计战争符合其利益或认为不会发动全面战争，导致几乎所有欧洲列强在1914年8月初爆发了互相的敌对行动，到了1915年5月进一步发展至几乎所有欧洲国家都参与其中。 
奥匈帝国认为这次刺杀是南斯拉夫民族的领土收复主义作祟，并将其视为对帝國的重要威胁。歐洲列強曾於刺殺事件後整整一個月作出調停，但最終奥匈帝国于1914年7月23日向塞尔维亚王国发出的最后通牒，英國外交大臣爱德华·格雷指出，此项最后通牒是“有史以来一个国家对他国发出之最可怕的文件”。一般认为，该文件的条款难以实现，因此它实际上是奥匈帝国用以惩罚塞尔维亚的開戰藉口。但對塞尔维亚來說，奥匈帝国畢竟不能招惹也惹不起，所以在最后通牒中開出的10個條件，塞尔维亚竟然也願意接受其中8個条件，但奥匈還是在7月28日，即萨拉热窝事件發生後一個月，向塞爾維亞宣战。萨拉热窝事件引起的一连串国际危机，终于引致第一次世界大战的爆发。

## 条款概要
奥匈帝国要求塞尔维亚政府作以下行动：
1. 查封任何引起对奥地利皇室憎恨和藐视的刊物；
2. 马上取缔民族自卫组织，并取缔其他作反奥匈之宣传的组织；
3. 即时从教育团体及教学方法中，删除任何会或可能会煽动反奥匈之宣传的教学内容；
4. 革除军部或行政部中被指进行反奥匈之宣传的官员，而此等官员的名单由奥匈政府提供；
5. 接受与奥匈政府有关部门合作，在塞尔维亚镇压企图颠覆奥匈帝国领土完整的活动；
6. 在奥匈政府指定的有关部门之协助与指示下，采取法律行动，惩罚策划或执行6月28日之刺杀事件，而现在于塞尔维亚领土的人士；
7. 即时逮捕奥匈初步调查所显示的两名被点名人士；
8. 保持合作，以有效措施遏制其境内的军火走私；
9. 向奥匈解释对其怀有敌意、在塞尔维亚境内或境外的塞尔维亚高级官员之言论；
10. 马上采取以上措施，并告知奥匈帝国。

### 反应
除了第五条和第六条条款，塞国政府接受了其他条款。原因是它违反塞尔维亚的宪法和破坏它的主权。